# Keltek (DJ)

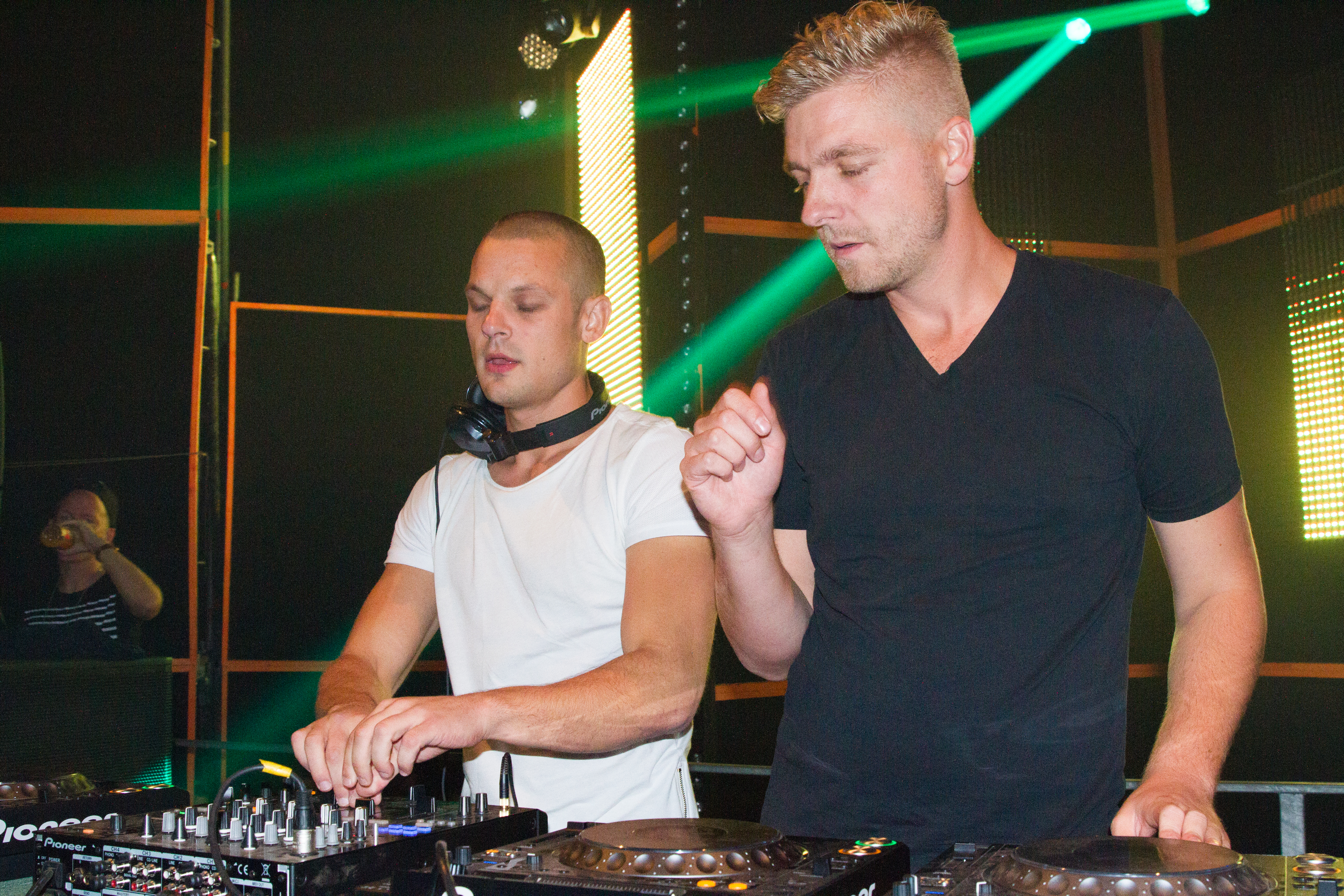
Sven Sieperda (rechts) bei einem Auftritt mit seinem damaligen Partner Wietse Amersfoort als Psyko Punkz

Keltek (bürgerlich: Sven Sieperda, * 5. September 1985) ist ein niederländischer Hardstyle-DJ und Musikproduzent. Er steht beim niederländischen Label Scantraxx unter Vertrag. Bis 2016 bildete er gemeinsam mit Wietse Amersfoort das Duo Psyko Punkz.

## Geschichte
Von 2008 bis 2016 bildete Sieperda gemeinsam mit Wietse Amersfoort das Duo Psyko Punkz. Im Juni 2016 gaben die beiden in einem YouTube-Video bekannt, dass Sieperda sich von den Live-Auftritten zurückziehen und sich nun ausschließlich der Produktion widmen wird. Grund dieser Entscheidung war unter anderem die Geburt seiner Tochter. Kurze Zeit später verließ er das Projekt „Psyko Punkz“ jedoch komplett.
Am 2. Mai 2017 wurde bekannt gegeben, dass Sven Sieperda von nun an als Keltek bei Scantraxx Musik veröffentlicht und auch Live-Auftritte gibt. Er hatte seinen ersten Auftritt unter seinem neuen Alias am 2. Juli 2017 auf dem Summerfestival in Antwerpen. Viele weitere Auftritte folgten. Unter anderem auf der Defqon.1, Qlimax, Decibel outdoor, Reverze, uvm.
2019 produzierte er gemeinsam mit Phuture Noize und Sefa die Hymne für die Defqon.1 – One Tribe. Außerdem war er Produzent der Hymne für die Reverze 2019 – Edge Of Existence. 2020 war er gemeinsam mit B-Front für die Hymne des Intents Festival 2020 – Step Into The Game verantwortlich.

## Diskografie

### Singles/EPs
2017 
- Down To Earth
- BassMode
- Sniper
- Mask On My Face
- Fifteen (Scantraxx 15 Years OST) (mit Devin Wild, Adrenalize und Villain)

 2018 
- Dance The Way I Am
- Through The Night
- Kick Off (Rebirth 2018 OST)
- Dark Sun
- Valkyries
- In My Mind (mit Devin Wild)
- The Apex (mit Psyko Punkz)

 2019 
- Edge Of Existence (Reverze 2019 Anthem)
- One Tribe (Defqon.1 Anthem 2019) (mit Phuture Noize und Sefa)
- Valley Of The Blind (mit Hard Driver)
- One Tribe (Defqon.1 Anthem 2019)
- Break The Game (mit Sub Zero Project)
- Wasteland (mit The Prophet)
- Down Like This (feat. Michael Jo)

 2020 
- Kingdom Comes (feat. Diandra Faye)
- Arriba (mit Psyko Punkz und Coone)
- One Of Us (mit Sound Rush)
- Step Into The Game (Intents Festival 2020 Anthem) (mit B-Front)
- Wolf Of Warriors
- Awaken
- Divine (feat. Lindi)

 2021 
- The Alignment
- Run With The Restless (feat. Lindi)
- Creature (mit Devin Wild, feat. Diandra Faye)
- Echo
- Dark Sky

2022
- Spirit Of The Night
- Way Back Home

### Album- & Kompilationsbeiträge
2017 
- Kicking It (mit Radical Redemption; auf Radical Redemption - The Road To Redemption)

### Remixe
2018 
- Project One – Life Beyond Earth (Keltek Remix)

 2020 
- Fritz & Paul Kalkbrenner – Sky And Sand (Keltek Bootleg) (Kostenloser Download)
- The Prophet ft. Headhunterz – Scar Ur Face (Keltek Edit) (Kostenloser Download)

 2021 
- D-Block & S-te-Fan - Angels & Demons (Keltek Remix)